# Colonia las Arboledas, Veracruz
Colonia las Arboledas är en ort i Mexiko.   Den ligger i kommunen Papantla och delstaten Veracruz, i den sydöstra delen av landet, 220 km nordost om huvudstaden Mexico City. Colonia las Arboledas ligger 36 meter över havet och antalet invånare är 674.
Terrängen runt Colonia las Arboledas är huvudsakligen platt, men den allra närmaste omgivningen är kuperad. Colonia las Arboledas ligger nere i en dal. Runt Colonia las Arboledas är det ganska tätbefolkat, med 179 invånare per kvadratkilometer. Närmaste större samhälle är Poza Rica de Hidalgo, 7,4 km sydväst om Colonia las Arboledas. Omgivningarna runt Colonia las Arboledas är en mosaik av jordbruksmark och naturlig växtlighet.